# أغوستين دافيلا
أغوستين دافيلا (بالإسبانية: Agustín Dávila) هو لاعب كرة قدم أوروغواياني في مركز الهجوم، ولد في 5 يناير 1999 في ريفيرا في الأوروغواي. لعب مع بنيارول.

## وصلات خارجية
- أغوستين دافيلا على موقع قاعدة بيانات كرة القدم.إي يو (الإنجليزية)
- أغوستين دافيلا على موقع Soccerway.com (الإنجليزية)
- أغوستين دافيلا على موقع عالم كرة القدم.نت (الإنجليزية)